# Adolf Friedrich Karl Streckfuss
Adolf Friedrich Karl Streckfuss (Gera, 20 settembre 1778 – Berlino, 26 luglio 1844) è stato un poeta e traduttore tedesco, conosciuto per aver riportato in auge Dante Alighieri in Germania, insieme a Karl Ludwig Kannegiesser, e per averne tradotto il capolavoro.

## Biografia
Nato a Gera, in Turingia, nel 1778, Adolf Friedrich Karl Streckfuss manifestò interesse verso la poesia dello Sturm und Drang e del più maturo romanticismo nazionale, scrivendo liriche e romanzi sui modelli allora in voga (Clementine Wallner, 1811) e mantenendo contatti epistolari con Johann Wolfang von Goethe. Nonostante avesse intrapreso la carriera amministrativa nel Regno di Prussia, Streckfuss continuò a dedicarsi ai suoi interessi letterari e alla traduzione di varie opere italiane in lingua tedesca, tra cui: l'Orlando Furioso di Ariosto (Der rasende Roland, 1818-20), la Gerusalemme Liberata di Tasso (Das befreite Jerusalem, 1822), la Divina Commedia di Dante (Die göttliche Komödie, 1824-26), l'Adelchi di Manzoni (1827) ed, infine, la Francesca da Rimini di Silvio Pellico (1835). Grazie alla sua traduzione della Commedia dantesca, per quanto fosse sciatta e ampiamente critica da Witte nei decenni successivi, Streckfuss ne permise la diffusione in Germania facendola conoscere presso la platea romantica.